# 98-й меридіан західної довготи
98-й меридіан західної довготи — лінія довготи, що лежить на 98 градусів західніше Гринвіцького меридіана. Вона проходить від Північного полюса через Північний Льодовитий океан, Північну Америку, Тихий океан, Південний океан та Антарктиду до Південного полюса.
98-й меридіан західної довготи формує велике коло разом із 82-гим меридіаном східної довготи.

## Список географічних об'єктів, що перетинає 98° зх. д.
Починаючи на Північному полюсі та рухаючись до Південного полюса, 98-й меридіан західної довготи проходить через:
| Координати                                                 | Країна, територія або море | Примітки |
| ---------------------------------------------------------- | -------------------------- | --- |
| 90°0′ пн. ш. 98°0′ зх. д. / 90.000° пн. ш. 98.000° зх. д.  | Північний Льодовитий океан | Проходить західніше остроаів Фей[en], Нунавут, Канада                                                           |
| 78°49′ пн. ш. 98°0′ зх. д. / 78.817° пн. ш. 98.000° зх. д. | Канада                     | Нунавут — проходить через острів Амунд-Рінгнес                                                                  |
| 78°17′ пн. ш. 98°0′ зх. д. / 78.283° пн. ш. 98.000° зх. д. | Протока Хассель[en]        | |
| 77°50′ пн. ш. 98°0′ зх. д. / 77.833° пн. ш. 98.000° зх. д. | Північний Льодовитий океан | |
| 76°34′ пн. ш. 98°0′ зх. д. / 76.567° пн. ш. 98.000° зх. д. | Канада                     | Нунавут — проходить через острови Лоні і Батерст                                                                |
| 75°1′ пн. ш. 98°0′ зх. д. / 75.017° пн. ш. 98.000° зх. д.  | Протока Паррі              | Проходить східніше острова Гарретт[en], Нунавут, Канада Проходить західніше острова Лоутер[en], Нунавут, Канада |
| 74°7′ пн. ш. 98°0′ зх. д. / 74.117° пн. ш. 98.000° зх. д.  | Канада                     | Нунавут — проходить через острови Рассел і Принца Уельського                                                    |
| 71°40′ пн. ш. 98°0′ зх. д. / 71.667° пн. ш. 98.000° зх. д. | Протока Ларсен[en]         | |
| 69°54′ пн. ш. 98°0′ зх. д. / 69.900° пн. ш. 98.000° зх. д. | Канада                     | Нунавут — проходить через острів Короля Вільяма                                                                 |
| 68°42′ пн. ш. 98°0′ зх. д. / 68.700° пн. ш. 98.000° зх. д. | Протока Сімпсон            | |
| 68°32′ пн. ш. 98°0′ зх. д. / 68.533° пн. ш. 98.000° зх. д. | Канада                     | Нунавут Манітоба — проходить через озеро Вінніпег                                                               |
| 49°0′ пн. ш. 98°0′ зх. д. / 49.000° пн. ш. 98.000° зх. д.  | США                        | Північна Дакота Південна Дакота Небраска Канзас Оклахома Техас                                                  |
| 26°3′ пн. ш. 98°0′ зх. д. / 26.050° пн. ш. 98.000° зх. д.  | Мексика                    | Тамауліпас Веракрус Ідальго Пуебла Тласкала Пуебла Оахака                                                       |
| 16°7′ пн. ш. 98°0′ зх. д. / 16.117° пн. ш. 98.000° зх. д.  | Тихий океан                | |
| 60°0′ пд. ш. 98°0′ зх. д. / 60.000° пд. ш. 98.000° зх. д.  | Південний океан            | |
| 71°48′ пд. ш. 98°0′ зх. д. / 71.800° пд. ш. 98.000° зх. д. | Антарктида                 | Проходить через Землю Мері Берд, на яку жодна країна не претендує                                               |